# Carretera Panamericana en Lima
En el área metropolitana de Lima, la carretera Panamericana se constituye como una carretera importante que recorre de norte a sur 23 distritos de la provincia de Lima, uno de la provincia constitucional del Callao y uno de la provincia de Cañete a lo largo de 102 kilómetros. El tramo comprendido entre las avenidas Caquetá (Habich, según el concesionario) y Javier Prado Este es denominado Vía de Evitamiento. Está concesionado a Lima Expresa del grupo francés Vinci.

## Panamericana Norte
La carretera Panamericana Norte se inicia en el intercambio vial de Santa Anita y se extiende hacia el norte. En el área metropolitana de Lima, recorre los distritos de El Agustino, Santa Anita, Lima, Rímac, San Martín de Porres, Independencia, Los Olivos, Comas, Puente Piedra, Ventanilla, Ancón y Santa Rosa, a lo largo de 44 kilómetros.

### Recorrido
A lo largo de su extensión, la carretera se superpone al trazado de otras vías como:
- Avenida Zarumilla: Es una avenida de 11 cuadras, perteneciente al distrito de San Martín de Porres. Inicia en el intercambio vial de Caquetá y comparte el mismo trazado con la carretera Panamericana hasta la cuadra 9, donde esta última realiza un giro hacia el norte. Asimismo, existe un paso a desnivel que comunica el carril sur - norte de la Panamericana con el tramo restante de la avenida Zarumilla, a través de una tercera vía: el jirón Macará.[4]
- Avenida Alfredo Mendiola: Es una gran avenida cuyo trazado ha sido superpuesto por la Panamericana Norte en su totalidad. Recorre los distritos de San Martín de Porres, Independencia, Los Olivos y Comas, a lo largo de 86 cuadras entre el jirón Alcíbar y el puente sobre el río Chillón.[5]Tiene algunos kilómetros de área disputada entre el distrito de San Martin de Porres con los distritos de Independencia y Comas.[6]

### Intersecciones a desnivel
- Puente sobre la avenida Nicolás Ayllón - carretera Central (Puente Santa Anita).
- Paso a desnivel sobre la avenida César Vallejo. (Puente Atarjea - Bravo Chico).
- Paso a desnivel sobre el ferrocarril Central.
- Paso a desnivel bajo la autopista Ramiro Prialé (intercambio vial La Menacho).
- Puente sobre la avenida José Carlos Mariátegui (Intercambio Vial Este - Puente Nuevo).
- Paso a desnivel bajo el viaducto 9 de Línea Amarilla.
- Paso a desnivel sobre un acceso hacia la avenida 9 de Octubre.
- Paso a desnivel bajo el jirón Huánuco (Puente Huánuco).
- Paso a desnivel bajo el puente Balta - jirón Andahuaylas.
- Paso a desnivel bajo el puente Ricardo Palma - avenida Abancay.
- Paso a desnivel bajo el puente Trujillo (Puente de Piedra).
- Paso a desnivel bajo el puente Santa Rosa - avenida Tacna.
- Paso a desnivel bajo la avenida Caquetá (intercambio vial de Caquetá).
- Paso a desnivel bajo el viaducto Zarumilla de Línea Amarilla.
- Paso a desnivel sobre el jirón Macará (Puente Trompeta).
- Viaducto sobre la avenida Eduardo de Habich (intercambio vial Habich).
- Viaducto sobre las avenidas Tomás Valle y Angélica Gamarra.
- Paso a desnivel sobre un acceso hacia la avenida El Pacífico.
- Viaducto sobre la avenida Carlos Izaguirre (intercambio vial Izaguirre).
- Puente sobre la avenida Los Alisos (Paso a desnivel Alisos).
- Paso a desnivel bajo la avenida Naranjal (intercambio vial de Naranjal).
- Puente sobre la avenida Universitaria (intercambio vial Norte).
- Paso a desnivel bajo las avenidas 25 de Enero y 2 de Octubre (intercambio vial de Infantas).
- Puente sobre la avenida malecón Chillón.
- Paso a desnivel sobre un antiguo túnel del ferrocarril Lima-Ancón.
- Paso a desnivel bajo las avenidas San Juan de Dios y Juan Lecaros (intercambio vial del Óvalo de Puente Piedra).
- Paso a desnivel sobre la avenida Néstor Gambetta (intercambio vial de Zapallal).
- Paso a desnivel bajo la avenida Julio César Tello (intercambio vial de Ancón).

## Panamericana Sur
La carretera Panamericana Sur se inicia en el intercambio vial de Santa Anita y se extiende hacia el sur. En el área metropolitana de Lima, recorre los distritos de Ate, La Molina, Santiago de Surco, San Borja, San Juan de Miraflores, Villa El Salvador, Chorrillos, Lurín, Punta Hermosa, Punta Negra, San Bartolo, Chilca, Santa María del Mar y Pucusana, a lo largo de 58 kilómetros.

### Intersecciones a desnivel
- Puente sobre la avenida Nicolás Ayllón (Puente Santa Anita).
- Puente Francisco Bolognesi sobre la avenida Javier Prado Este (Intercambio vial Sur - Monterrico).
- Paso a desnivel bajo los viaductos San Borja Norte y El Derby (intercambio vial El Derby).
- Paso a desnivel sobre los túneles de la avenida Juan Bielovucic.
- Puente sobre la avenida Primavera (Puente Primavera).
- Paso a desnivel sobre el túnel de la avenida Cristóbal de Peralta (Túnel Benavides).
- Paso a desnivel bajo la avenida Alfredo Benavides (Puente Benavides).
- Paso a desnivel bajo las avenidas Tomás Marsano y Los Héroes (intercambio vial  Atocongo).
- Puente sobre la avenida Alipio Ponce (Puente Alipio).
- Paso a desnivel bajo el viaducto de la avenida Mateo Pumacahua (intercambio vial de Villa El Salvador).
- Paso a desnivel bajo la avenida Defensores del Morro (intercambio vial de Villa).
- Paso a desnivel bajo la antigua Panamericana Sur (intercambio vial de Conchán).
- Paso a desnivel bajo la avenida San Pedro (intercambio vial de Lurín - San Pedro).
- Paso a desnivel bajo la antigua Panamericana Sur (intercambio vial de Arica).
- Paso a desnivel sobre la avenida Pampapacta (Puente Punta Hermosa).
- Paso a desnivel sobre una calle en Punta Negra.
- Puente sobre una avenida en Punta Negra.
- Paso a desnivel bajo el acceso a Pucusana (intercambio vial de Pucusana).

## Galería

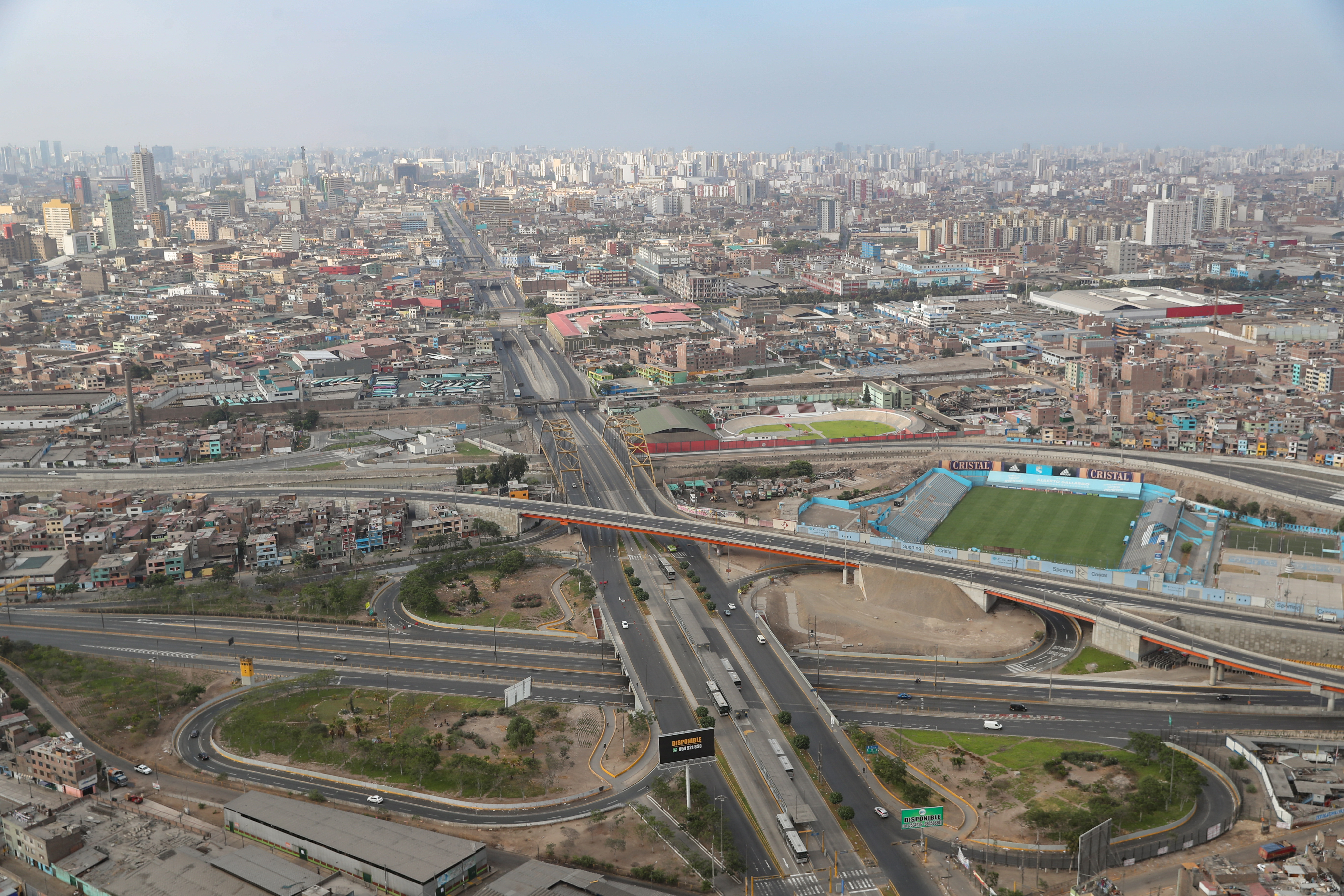
Paso a desnivel bajo la avenida Caquetá. Se puede apreciar la vía expresa Línea Amarilla y la avenida Alfonso Ugarte.
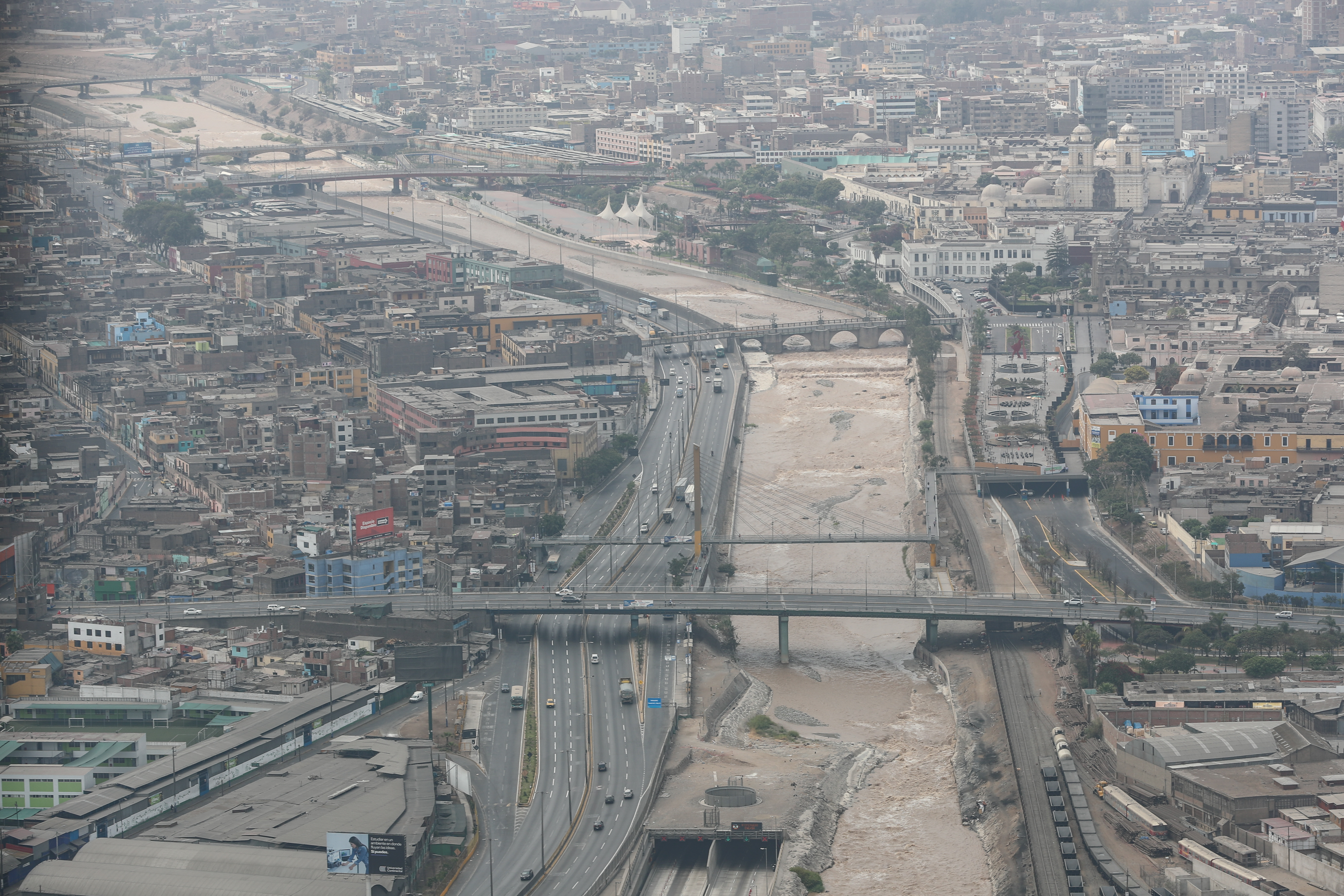
Vía de Evitamiento, al lado del río Rímac.
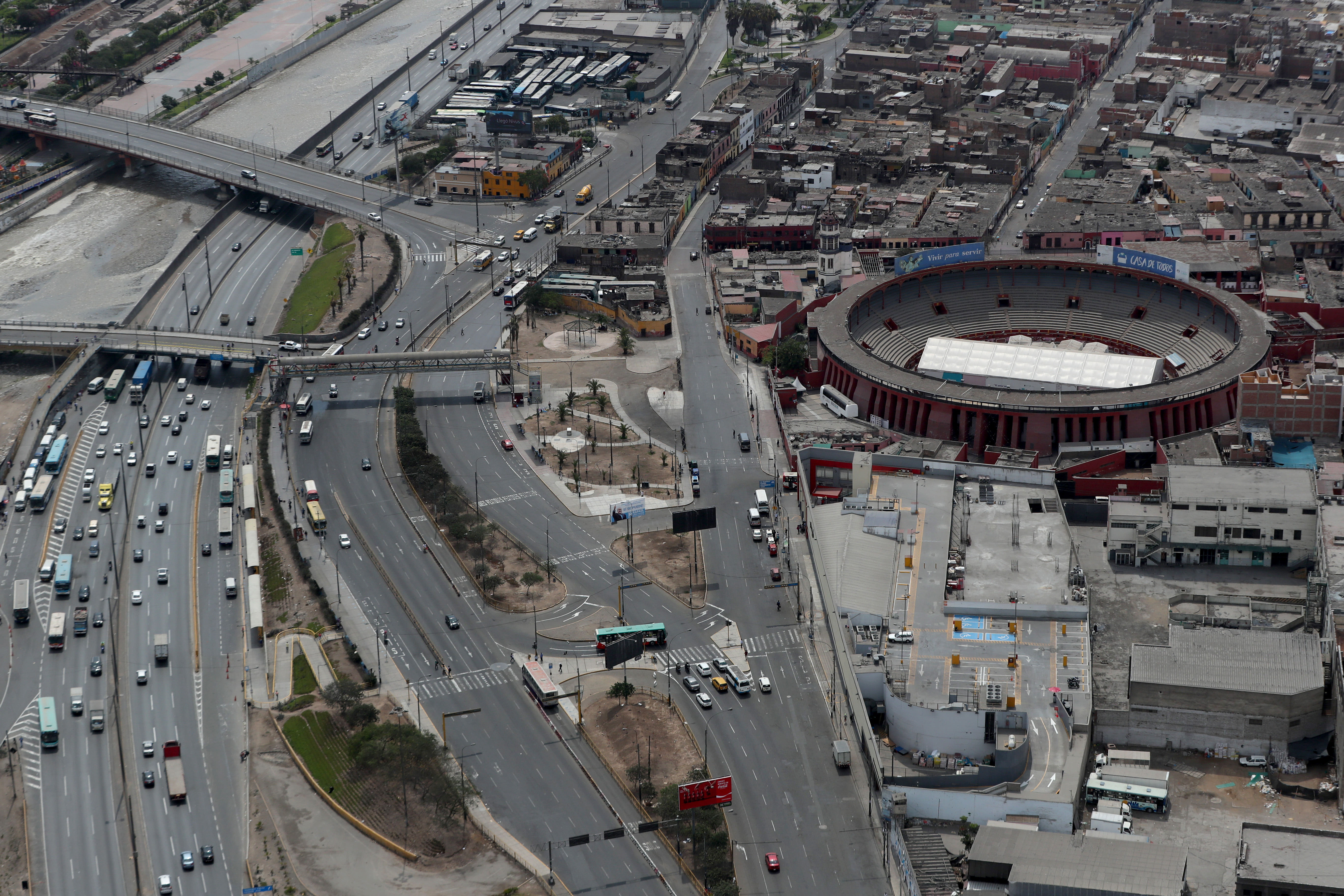
Paso a desnivel bajo los puentes Ricardo Palma y Balta.
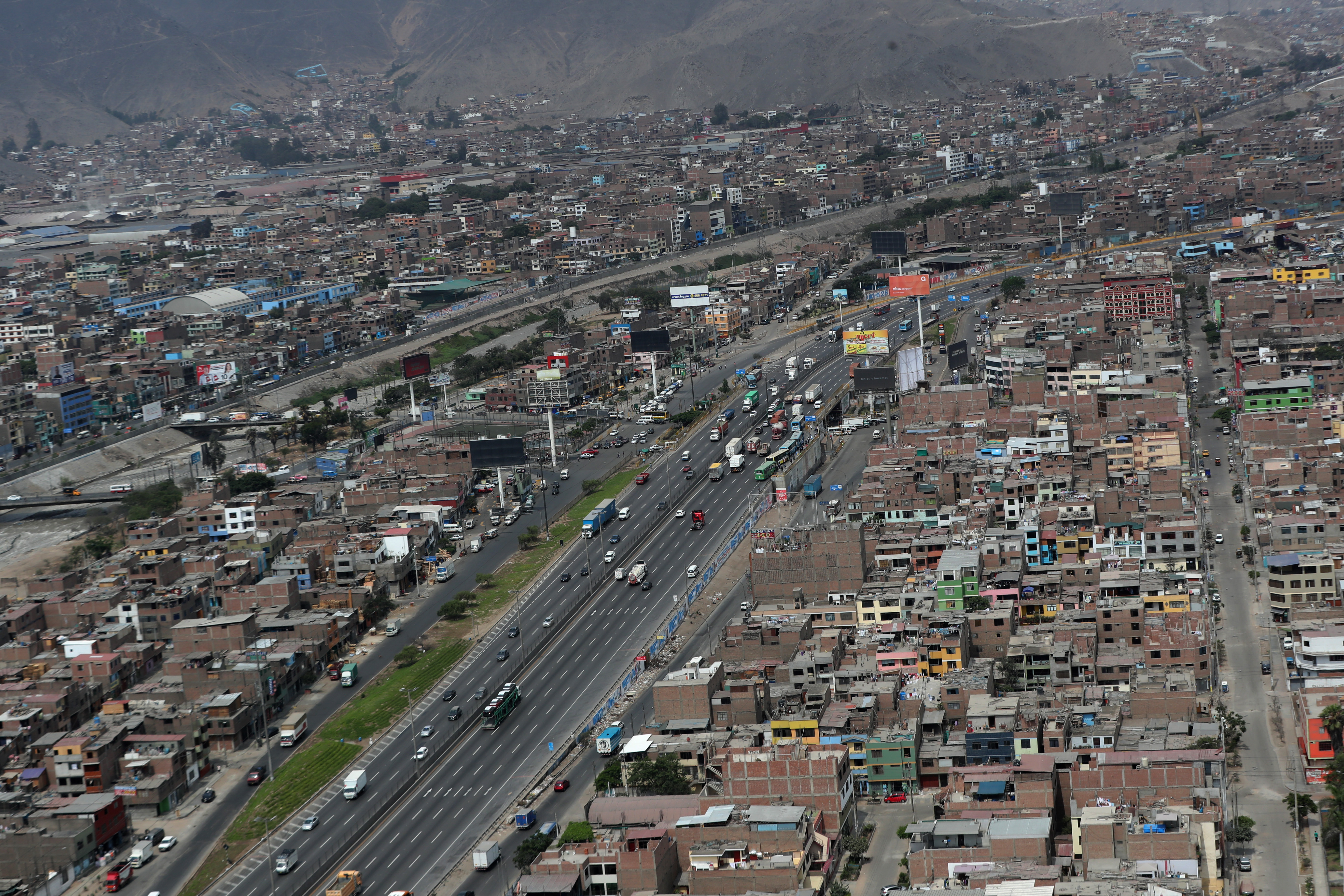
Vista de Puente Nuevo, en el distrito de El Agustino.
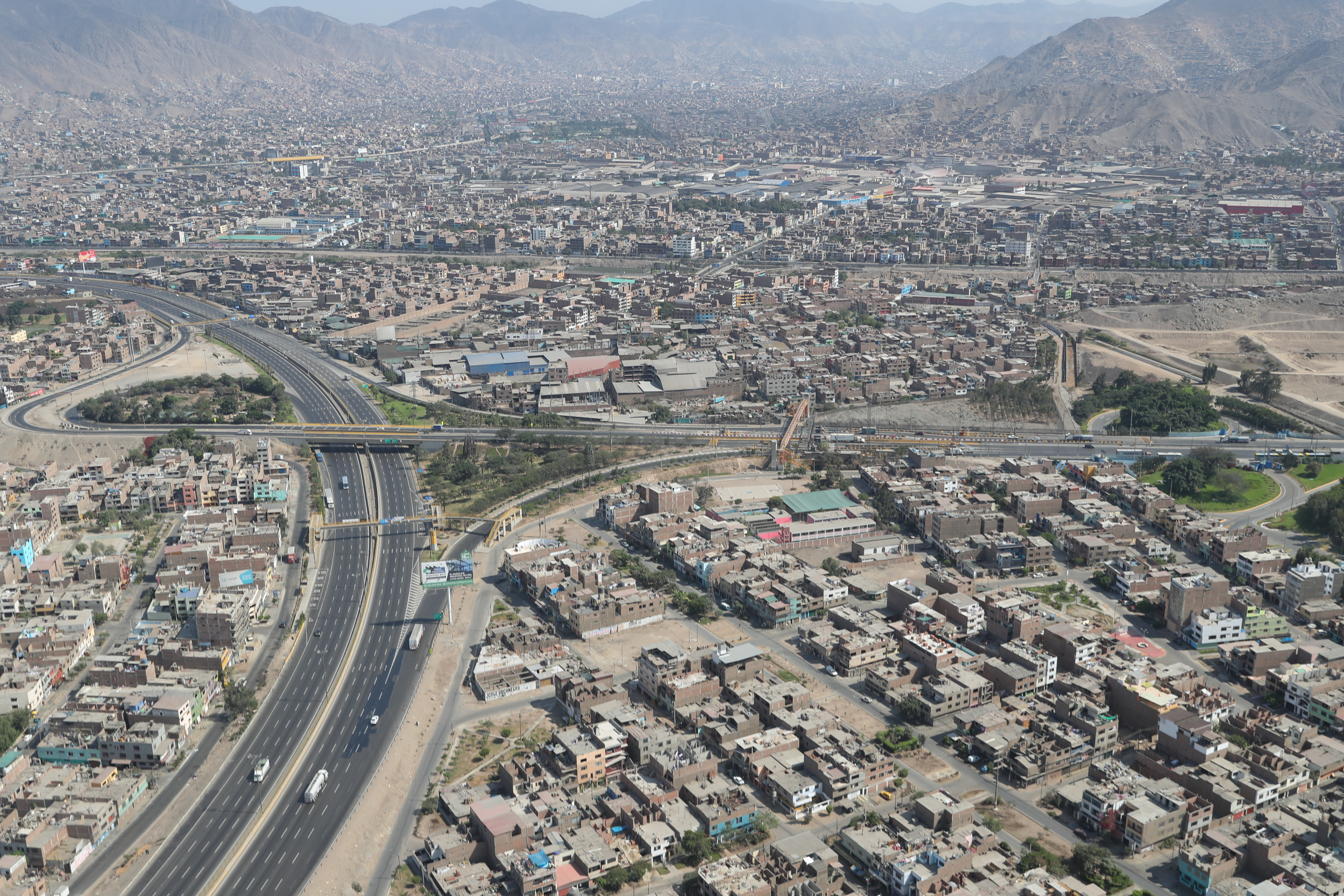
Paso a desnivel bajo la autopista Ramiro Prialé.
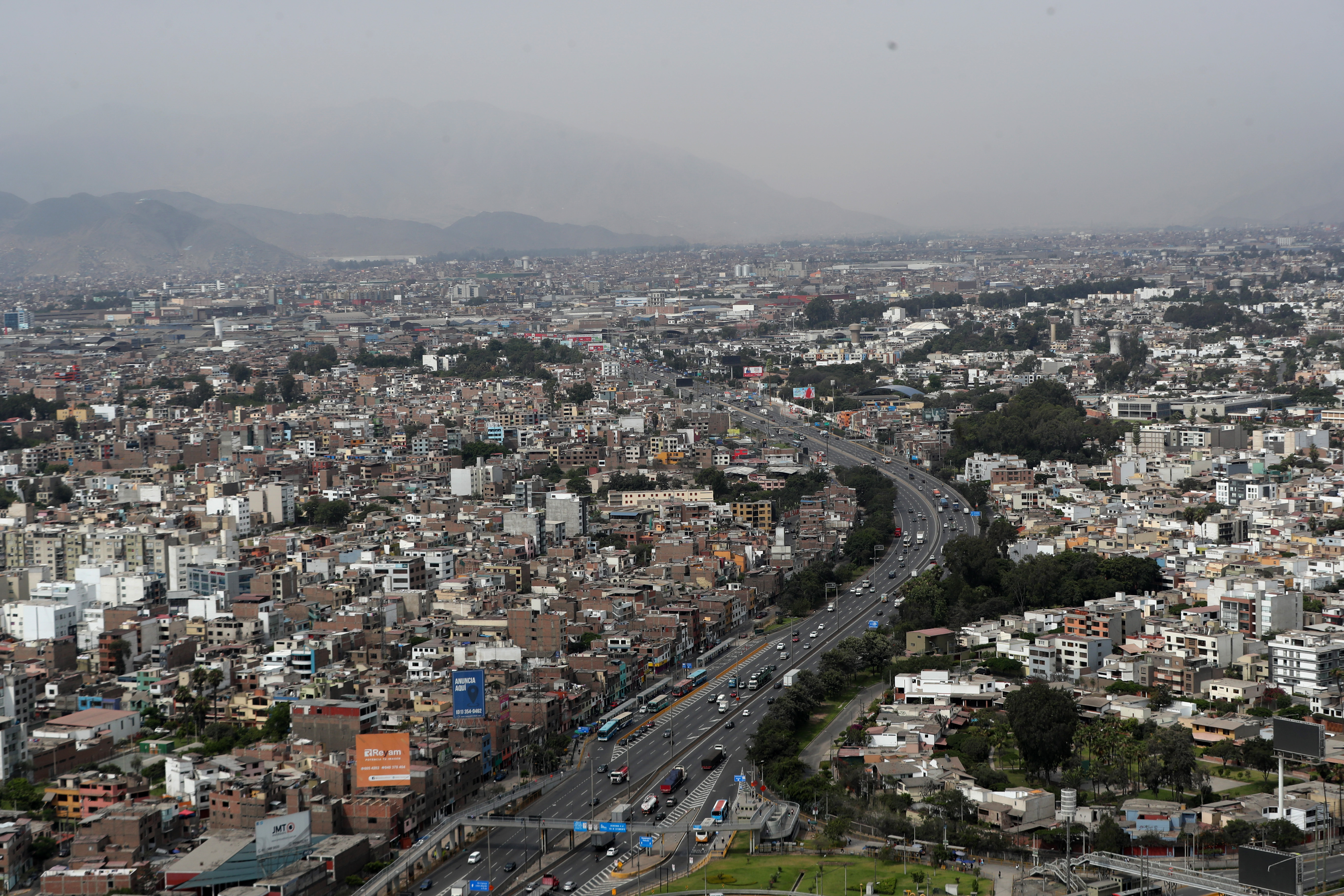
Vista del Puente Peatonal Javier Prado, en los distritos de Ate y Santiago de Surco.
Vía de Evitamiento, en Salamanca de Monterrico, distrito de Ate.